# San Migel (Bermeo)
San Migel es una entidad de población española del municipio de Bermeo, perteneciente a la provincia de Vizcaya, en la comunidad autónoma del País Vasco.

## Toponimia
El nombre del lugar puede encontrarse referido como San Migel y San Miguel.

## Historia
Hacia mediados del siglo XIX, el lugar era referido como un barrio ya por entonces perteneciente a Bermeo. En 2023, la entidad singular de población tenía empadronados 76 habitantes.